# Armadni general
Armadni general (angleško Army General) je opisni generalski vojaški čin, ki se ga po navadi podeli le v primeru vojne.
Armadni general poveljuje armadi in ustreza činu generala oz. generalpolkovnika. Tega čina pa se ne sme zamenjati s podobnim činom generala armade (General of Army), ki po navadi označuje generala, ki je poveljnik celotnih oboroženih sil države. Nekatere države slednji čin poimenujejo kot (feld)maršal.
Oborožene sile, ki (so) uporabljajo ta čin:
- SHS,
- Kraljevina Jugoslavija,
- Avstro-ogrska monarhija,
- Francija,
- Brazilska kopenska vojska
- Sovjetska zveza
- Rusija,...

| Vojaški čini              |          |                   |
| Nižji: Divizijski general | Generali | Višji: ne obstaja |